# Pequeño hexecontaedro hexagrámico
En geometría, el pequeño hexecontaedro hexagrámico es un poliedro no convexo isoedral. Es el dual del pequeño icosicosidodecaedro retrorromo. Es parcialmente degenerado, dado que posee vértices coincidentes debido a que su dual tiene caras triangulares coplanarias.

## Proporciones

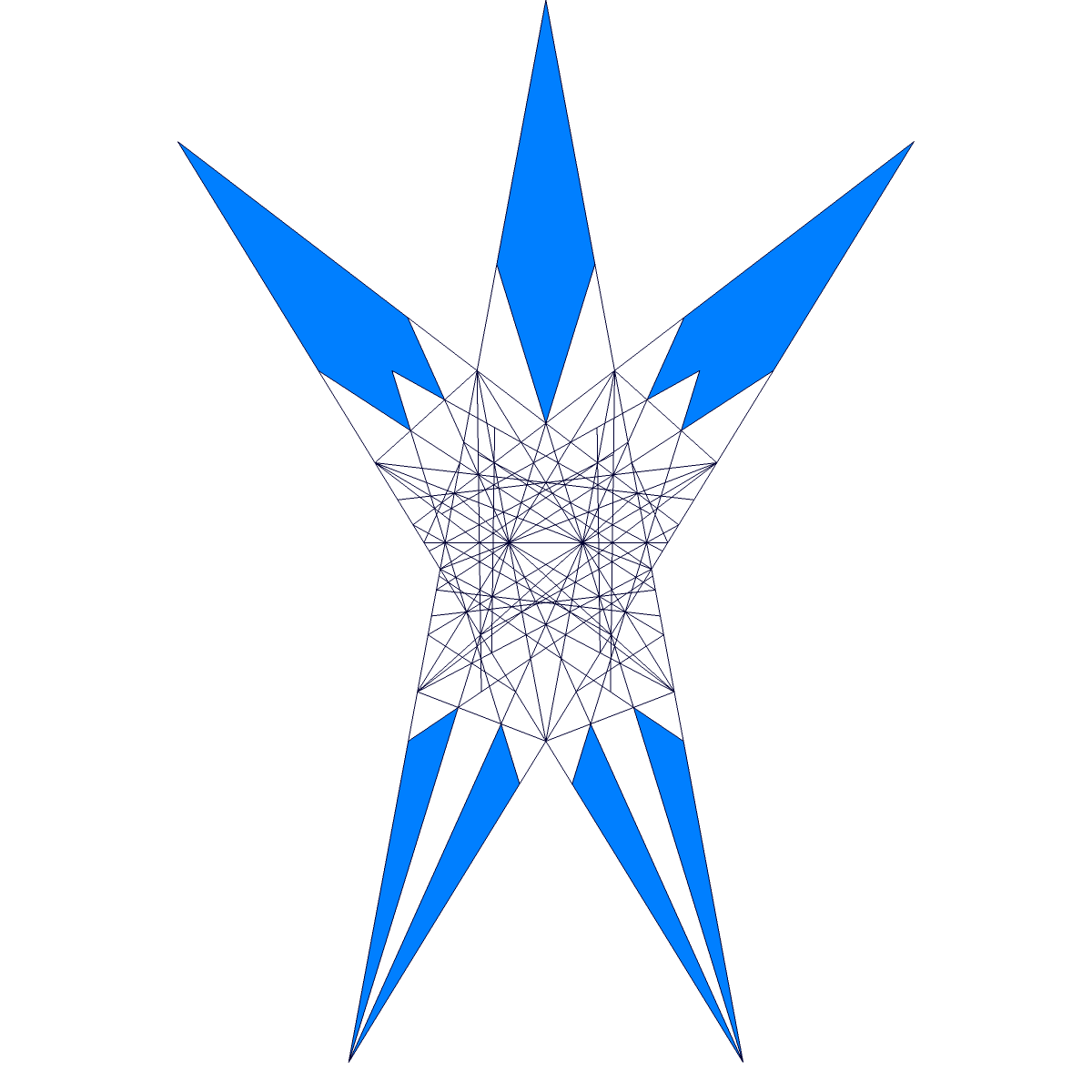
Forma de las caras

Sus caras son estrellas hexagonales con dos aristas cortas y cuatro largas. Siendo {\displaystyle \phi } el número áureo,  y denotando {\displaystyle \xi ={\frac {1}{4}}+{\frac {1}{4}}{\sqrt {1+4\phi }}\approx 0.933\,380\,199\,59}, las estrellas tienen cinco ángulos iguales de {\displaystyle \arccos(\xi )\approx 21.031\,988\,967\,51^{\circ }} y uno de {\displaystyle 360^{\circ }-\arccos(\phi ^{-2}\xi -\phi ^{-1})\approx 254.840\,055\,162\,43^{\circ }}. Cada cara tiene cuatro aristas largas y dos cortas. La relación entre las longitudes de los bordes es:
{\displaystyle 1/2-1/2\times {\sqrt {(1-\xi )/(\phi ^{3}-\xi )}}\approx 0.428\,986\,992\,12}.

Su ángulo diedro es igual a {\displaystyle \arccos(\xi /(1+\xi ))\approx 61.133\,452\,273\,64^{\circ }}. Parte de cada una de las caras está dentro de la figura, por lo que no son totalmente visibles en los modelos sólidos.